# De groene hel (Giménez)
De groene hel is het derde stripalbum uit de stripreeks De vierde kracht. Het album is geschreven en getekend door Juan Giménez. Van dit album verschenen tot nu toe een druk bij uitgeverij Medusas in 2013.

## Inhoud
Gal alias QB4 en Jak zijn gevlucht in een ruimtesloep van Antiplona. Onderweg worden ze onderschept door het verkenningsschip Cono 2. Gal en Jak slagen er in om de besturing van het schip over te nemen maar maken spoedig daarna een noodlanding op de maan die bekend staat als de groene hel. Tijdens de landing raakt Gal in trance en staat Jak er helemaal alleen voor. Ten einde raad besluit zij de hulp in te roepen van Balarg, een oude liefde… 